# Schietsport op de Paralympische Zomerspelen 2000
Op de XIe Paralympische Spelen die in 2000 werden gehouden in het Australische Sydney was sportschieten een van de 19 sporten die werden beoefend.

## Evenementen
Er stonden bij het schieten 12 evenementen op het programma, 3 voor de mannen, 3 voor de vrouwen en 6 gemengde evenementen. 
mannen
- Luchtgeweer, staand - SH1
- Vrij geweer, 3x40 - SH1
- Luchtpistool, SH1

Vrouwen
- Luchtgeweer, staand -SH1
- Sportgeweer, 3x20 - SH1
- Luchtpistool, SH1

Gemengd
- Luchtgeweer, staand - SH2
- Luchtgeweer, liggend - SH1
- Luchtgeweer, liggend - SH2
- Vrij geweer, liggend - SH2
- Sportpistool,  SH1
- Vrij pistool,  SH1

## Mannen

### Luchtgeweer
| Klasse | Onderdeel | Punten | land | Goud          | land | Zilver       | land | Brons           |
| ------ | --------- | ------ | ---- | ------------- | ---- | ------------ | ---- | --------------- |
| SH1    | staand    | 697.1  | KOR  | Jin Owan Jung | SLO  | Franc Pinter | SWE  | Jonas Jacobsson |

### Luchtpistool
| Klasse | Punten | land | Goud          | land | Zilver      | land | Brons               |
| ------ | ------ | ---- | ------------- | ---- | ----------- | ---- | ------------------- |
| SH1    | 669.8  | KOR  | Hee Jeong Lee | CHN  | Jian Fei Li | AUT  | Hubert Aufschnaiter |

### Vrij geweer
| Klasse | Onderdeel | Punten | land | Goud            | land | Zilver         | land | Brons         |
| ------ | --------- | ------ | ---- | --------------- | ---- | -------------- | ---- | ------------- |
| SH1    | 3x40      | 1261.1 | SWE  | Jonas Jacobsson | GER  | Josef Neumaier | KOR  | Jin Owan Jung |

## Vrouwen

### Luchtgeweer
| Klasse | Onderdeel | Punten | land | Goud        | land | Zilver        | land | Brons         |
| ------ | --------- | ------ | ---- | ----------- | ---- | ------------- | ---- | ------------- |
| SH1    | staand    | 497.1  | KOR  | Im Yeon Kim | GER  | Sabine Brogle | GBR  | Deanna Coates |

### Luchtpistool
| Klasse | Punten | land | Goud            | land | Zilver      | land | Brons         |
| ------ | ------ | ---- | --------------- | ---- | ----------- | ---- | ------------- |
| SH1    | 474.6  | GBR  | Isabel Newstead | CHN  | Hai Yan Lin | IRI  | Nayyereh Akef |

### Sportgeweer
| Klasse | Onderdeel | Punten | land | Goud        | land | Zilver        | land | Brons          |
| ------ | --------- | ------ | ---- | ----------- | ---- | ------------- | ---- | -------------- |
| SH1    | 3x20      | 663.5  | KOR  | Im Yeon Kim | GER  | Sabine Brogle | FRA  | Nicole Michoux |

## Gemengd

### Luchtgeweer
| Klasse | Onderdeel | Punten | land | Goud                  | land | Zilver            | land | Brons           |
| ------ | --------- | ------ | ---- | --------------------- | ---- | ----------------- | ---- | --------------- |
| SH1    | liggend   | 703.6  | IRI  | Enayatollah Bokharaei | FIN  | Erkki Pekkala     | SWE  | Jonas Jacobsson |
| SH2    | liggend   | 705.9  | SWE  | Thomas Johansson      | GER  | Wolfgang Stoeckl  | FRA  | Eric Lacaze     |
| SH2    | staand    | 704.3  | SWE  | Thomas Johansson      | GER  | Christiane Latzke | FRA  | Raphael Voltz   |

### Vrij pistool
| Klasse | Punten | land | Goud         | land | Zilver          | land | Brons                   |
| ------ | ------ | ---- | ------------ | ---- | --------------- | ---- | ----------------------- |
| SH1    | 630.4  | KOR  | Jong In Choi | AZE  | Yelena Taranova | ESP  | Francisco Angel Soriano |

### Vrij geweer
| Klasse | Onderdeel | Punten | land | Goud            | land | Zilver        | land | Brons           |
| ------ | --------- | ------ | ---- | --------------- | ---- | ------------- | ---- | --------------- |
| SH1    | liggend   | 691.6  | SWE  | Jonas Jacobsson | ISR  | Doron Shaziri | GER  | Alfred Beringer |

### Sportgeweer
| Klasse | Punten | land | Goud      | land | Zilver     | land | Brons             |
| ------ | ------ | ---- | --------- | ---- | ---------- | ---- | ----------------- |
| SH1    | 669.6  | CHN  | Wei Huang | AUS  | Peter Tait | RUS  | Andrey Lebedinsky |

Atletiek · Bankdrukken · Basketbal · Boogschieten · Boccia · CP-voetbal · Goalball · Judo · Paardensport · Rugby · Schermen · Schietsport · Tafeltennis · Tennis · Volleybal · Wielersport · Zeilen · Zwemmen
Toronto 1976 ·
Arnhem 1980 ·
New York & Stoke Mandeville 1984 ·
Seoel 1988 ·
Barcelona 1992 ·
Atlanta 1996 ·
Sydney 2000 ·
Athene 2004 ·
Peking 2008 ·
Londen 2012 ·
Rio de Janeiro 2016 ·
Tokio 2020 ·
Parijs 2024 ·
Los Angeles 2028